# León Narwicz
Leon Narwicz (en ruso: Леон Нарвич; 1911 - Barcelona, 10 de febrero de 1938), también conocido como León Narvich o León Druan, fue un militante político radical de izquierda y revolucionario de origen mixto polaco, judío y ucraniano que estuvo relacionado con el movimiento comunista en Rusia, Polonia, Bélgica y Francia. Participó en la guerra civil española como miembro de las Brigadas Internacionales, sirviendo en unidades francesas y polacas como comisario político. Actuaba como agente de la inteligencia soviética NKVD y del servicio de contrainteligencia militar republicano Servicio de Información Militar. Su principal tarea era la penetración y subversión de los grupos del POUM en Cataluña; Narwicz posiblemente estuvo relacionado con la detención de Andrés Nin, siendo asesinado a tiros por un escuadrón de la muerte trotskista en Barcelona. Es conocido sobre todo en relación con los conflictos internos dentro de la coalición republicana durante la guerra, y especialmente en relación con el intento comunista soviético de dominar otras corrientes políticas.

## Biografía

### Primeros años

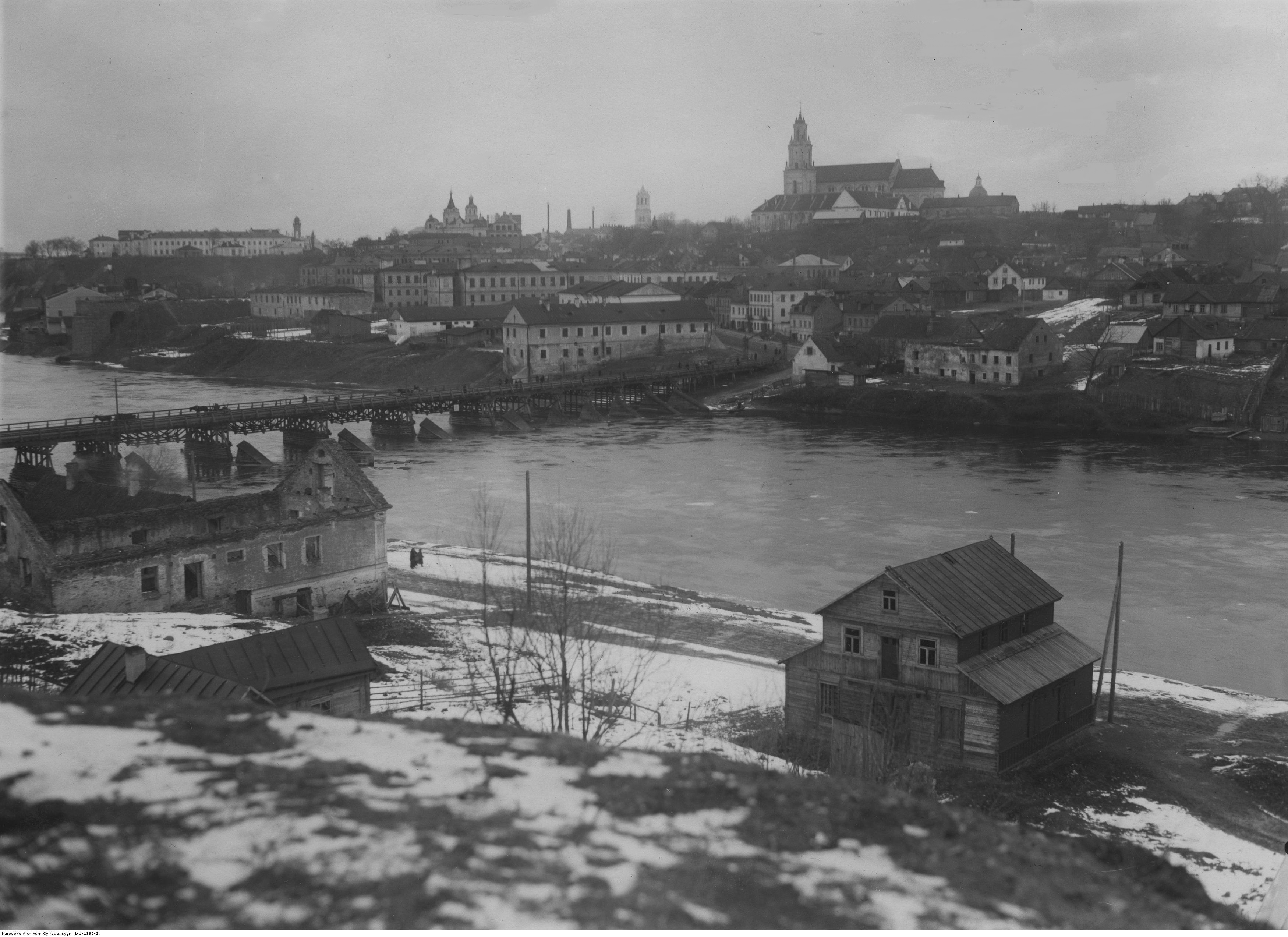
Grodno, década de 1920

Hay pocos detalles disponibles sobre la familia de Narwicz; no se conocen sus nombres pero a principios de la década de 1910 vivieron en la actual Ucrania. Según algunas fuentes, formaban parte del judaísmo ruso, aunque en la historiografía Narwicz también podría ser mencionado como ruso o polaco.  Su padre participó en el trabajo revolucionario y después de la toma del poder por los bolcheviques en Rusia fue enviado a Bielorrusia, donde sirvió como comisario responsable de garantizar las cuotas de entrega de alimentos. En 1921 fue asesinado, según su hijo, por los kulaks; probablemente el crimen estaba relacionado con la colectivización de tierras en la Unión Soviética.
No está claro quién crio a León después de la muerte de su padre; según fuentes poco claras, llevó una vida nómada, tal vez como un vagabundo adolescente. A mediados de la década de 1920, cuando era adolescente, se encontraba en Odesa. En circunstancias poco claras se embarcó en un barco y navegó hasta Danzig, desde donde se trasladó a Polonia y se instaló en Grodno. Allí se involucró en el movimiento obrero, participando en manifestaciones de desempleados y entrando en contacto con el ilegal Partido Comunista de Polonia. Detenido en 1926, pasó al menos tres meses en prisión. A finales de la década de 1920 se trasladó a Alemania, donde alcanzó la mayoría de edad.

### Etapa revolucionaria

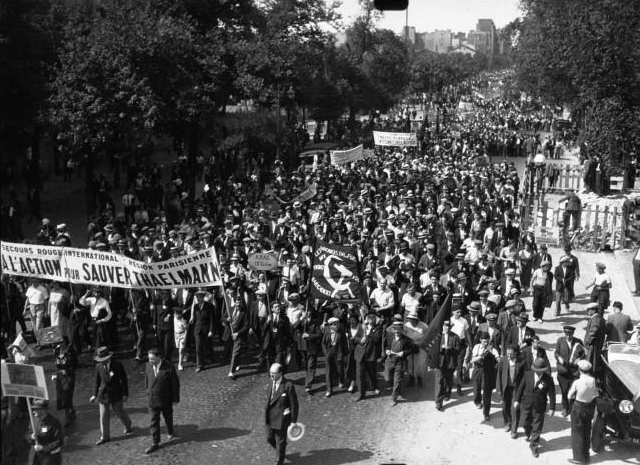
Manifestación del PCF en París (década de 1930)

Hasta 1931 Narwicz trabajó en el Club Náutico Internacional de Bremen. Renunció para unirse a la tripulación de barcos mercantes que operaban desde Alemania en rutas de larga distancia, por ejemplo a África. En 1932 se trasladó a Bélgica y pronto se hizo conocido por su implicación en el movimiento de huelga de los mineros de la cuenca carbonífera de Borinage. Detenido por la policía y con sanciones poco claras en su contra, Narwicz partió hacia Amberes; se hizo secretario de una organización de trabajadores ilegales, que agrupaba principalmente a inmigrantes rusos y ucranianos. Fue detenido nuevamente, aunque no se sabe si fue sentenciado. Pasó ocho meses en la cárcel y fue liberado gracias a una amnistía.
Al no encontrar trabajo en Bélgica, Narwicz se mudó a Francia. Después de un tiempo, se instaló en París, se unió al Partido Comunista Francés y a mediados de los años 1930 siguió siendo un miembro muy activo, sobre todo en una sección que agrupaba a inmigrantes del Imperio ruso. También participó activamente en Unión para la repatriación de rusos en el extranjero (en ruso: Союз возвращения), una organización creada a mediados de la década de 1920, que atendía a los rusos prosoviéticos de París. Financiada y controlada por la Unión Soviética, era una plataforma que permitía las operaciones de los servicios secretos soviéticos, especialmente la inteligencia extranjera. En aquella época Narwicz vivía con una mujer rusa, a la que solía presentar como su esposa Emma.

### Guerra civil española

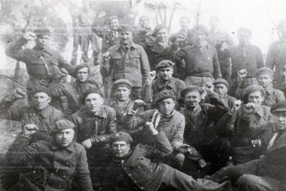
Voluntarios polacos (1937)

A principios de agosto de 1936, el PCF envió a Narwicz a España. Su papel inicial no está claro, pero se sabe que luchó en el frente de Aragón, cerca de Huesca, asignado a una compañía de ametralladoras en apoyo de una unidad de artillería republicana. En el otoño de 1936, tras el lanzamiento del programa de las Brigadas Internacionales, Narwicz fue asignado a sus estructuras como comisario político. En noviembre de 1936 participó en los combates en Casa de Campo, a las afueras de Madrid.
La asignación exacta del servicio de Narwicz está sujeta a dudas. Algunas fuentes afirman que fue miembro del batallón Comuna de París de la XIV Brigada francófona. Otros sostienen que más bien formó parte de la compañía Mickiewicz en la temprana XIII Brigada, antes de que fuera reformada como una unidad polaco-eslava. También hay dudas sobre su pertenencia al batallón Mickiewicz de la XIII Brigada. Algunos recuerdos lo presentan como comisario político de un «batallón trotskista» no identificado. Según un historiador, no era un comisario político, sino un comandante de la compañía Mickiewicz y como tal participó en la batalla de Brunete en el verano de 1937. En algún momento fue herido en los pulmones, no está claro si durante esta batalla o durante algún otro enfrentamiento.

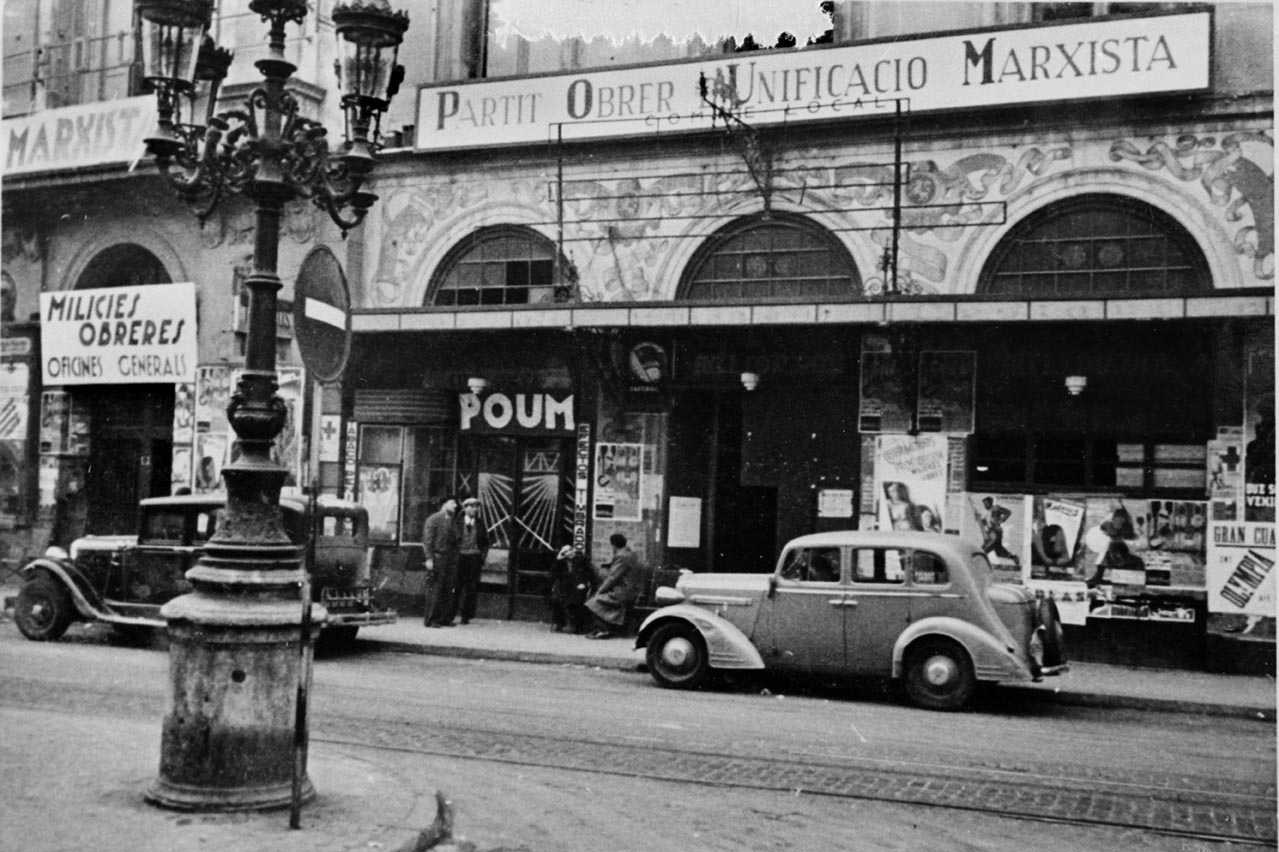
Oficinas del POUM, Barcelona

En la primavera de 1937, probablemente durante un descanso entre dos períodos de servicio en el frente, Narwicz pasó un tiempo en Barcelona. Posteriormente, voluntarios británicos sospecharon que espiaba el centro del Partido Laborista Independiente, lo que incluía copiar documentos confidenciales y personales. Antes de las llamadas jornadas de Mayo de 1937, Narwicz supuestamente se puso en contacto con dirigentes del POUM, entre ellos Andrés Nin, haciéndose pasar por un comunista ruso opuesto a la dictadura estalinista. Según algunos historiadores, Narwicz actuaba como agente o como funcionario de la NKVD. Más tarde se sospechó que había participado en la trampa que le tendió a Nin, detenido en el verano de 1937.  En octubre de 1937, Narwicz obtuvo baja por enfermedad de las Brigadas Internacionales y viajó a París. En la capital francesa renovó sus vínculos con la Alianza de Amigos de la Patria Soviética, sucesora de la Unión para la repatriación de rusos en el extranjero.
A finales de 1937 o principios de 1938 Narwicz regresó a España. No fue devuelto al frente, sino que recibió órdenes de permanecer en Barcelona; formalmente seguía siendo miembro del 4º batallón de la XIII Brigada Internacional, con el grado de capitán. A finales de 1937 y principios de 1938, la tarea clave de Narwicz era penetrar y subvertir la supuesta conspiración trotskista, especialmente en las XII y XIV Brigadas Internacionales. Con el nombre de León Druan se infiltró en la Sección Bolchevique-Leninista de España (SBLE), una organización trotskista activa en Barcelona que reportaba directamente a uno de los líderes de las Brigadas Internacionales, Luigi Longo. Gracias a sus informaciones de inteligencia, la seguridad republicana detuvo a unos cuarenta miembros del SBLE y del POUM.

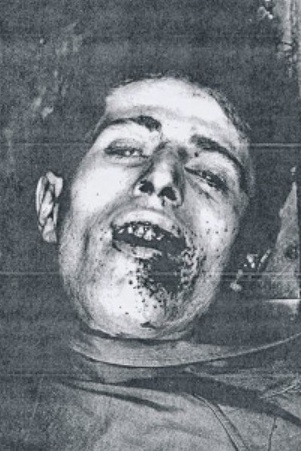
Cadáver de Narwicz

Narwicz fue identificado por los trotskistas de Barcelona como un agente encubierto gracias a una fotografía publicada en la prensa oficial republicana. Con su apellido real en el pie de foto, apareció junto al comandante comunista Enrique Líster.  Los dirigentes del POUM y del SBLE que aún permanecían en libertad se enteraron de que, muy probablemente, estaban siendo infiltrados por los servicios especiales soviéticos y republicanos. También comenzaron a especular que había un vínculo entre las frecuentes visitas anteriores de Narwicz a la sede y la desaparición de Nin. Uno de los militantes, afirmando que debía entregar unos documentos importantes, le pidió a Narwicz una reunión.
La tarde del 10 de febrero de 1938, Narwicz fue encontrado muerto en la calle Legalidad de Barcelona. Le dispararon varias veces, incluso en la cabeza, mientras que sus pertenencias personales, incluidos documentos, dinero y una pistola, permanecieron consigo. Los servicios de las Brigadas Internacionales, junto con los servicios republicanos, iniciaron una investigación que pronto detuvo a tres personas. El Tribunal Central de Espionaje y Alta Traición, uno de los tribunales revolucionarios creados durante la guerra, los condenó a todos a muerte tras un breve juicio. Finalmente no fueron ejecutados y al año siguiente abandonaron España. Aunque hubo más detenciones, ni el caso del presunto espionaje ni el caso del asesinato han sido completamente esclarecidos. Sin embargo, muchos historiadores afirman inequívocamente que Narwicz fue asesinado en venganza por Nin. El 14 de febrero, su cadáver fue sepultado en el cementerio común del suroeste de Barcelona.

## Narwicz en la historiografía

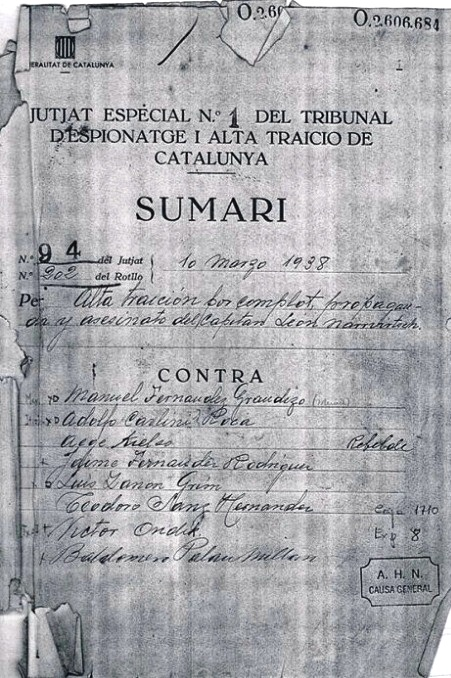
Expediente del asesinato de Narwicz

Según una teoría, Narwicz no murió en España, sino que fue llamado de vuelta a la Unión Soviética y murió en 1939 en otra ola de purgas estalinistas. Como en los archivos catalanes hay abundante documentación del proceso a sus supuestos asesinos, esta teoría no se considera sostenible, pues contiene testimonios de los acusados y otros datos policiales. Los documentos en cuestión, además de pequeños fragmentos de recuerdos publicados posteriormente por varias personas, siguen siendo la única fuente de información sobre Narwicz. Hasta ahora ningún historiador ha encontrado documentos relacionados con Narwicz en archivos rusos, polacos, alemanes, belgas o franceses.
En el discurso público español, Narwicz reapareció de manera excepcional en 1963, durante el proceso contra Julián Grimau. Este era sospechoso de haber torturado a personas acusadas de asesinar a Narwicz en 1938. Salvo un artículo paradocumental y un panfleto sobre las represiones estalinistas en Barcelona no hay ninguna monografía dedicada a Narwicz. En la historiografía española se le menciona marginalmente en relación ya sea con la muerte de Nin o con el proceso de Grimau. En la historiografía rusa aparece en el discurso sobre la actividad de la NKVD en España. En la historiografía polaca está casi totalmente ausente. Durante la era comunista apenas fue mencionado en las obras hagiográficas sobre las Brigadas Internacionales, siempre en relación con su servicio en el frente. En la actualidad, se le puede menciona en obras científicas y publicaciones populares, aunque en el contexto de la NKVD; algunas obras siguen una narrativa completamente errónea.